# Pterostylis gibbosa
Pterostylis gibbosa är en orkidéart som beskrevs av Robert Brown. Pterostylis gibbosa ingår i släktet Pterostylis och familjen orkidéer. Inga underarter finns listade i Catalogue of Life.